# Municipalità distrettuale di Uthukela
La municipalità distrettuale di Uthukela (in inglese Uthukela District Municipality) è un distretto della provincia del KwaZulu-Natal e il suo codice di distretto è DC23.
La sede amministrativa e legislativa è la città di Ladysmith e il suo territorio si estende su una superficie di 11.329 km².
Una parte del territorio della municipalità distrettuale è un DMAs, chiamato KZDMA23.

## Geografia fisica

### Confini
La  municipalità distrettuale di Uthukela confina a nord con quella di Amajuba, a est con quella di Umzinyathi, a sud con quella di Umgungundlovu, a sud e a ovest con il District Management Areas KZDMA23 e a ovest con quella di Thabo Mofutsanyane (Free State) e con il Lesotho.

### Suddivisione amministrativa
Il distretto è suddiviso in 4 municipalità locali:
- Emnambithi/Ladysmith
- Okhahlamba
- Imbabazane
- Indaka
- Umtshezi